# ドリフターズ (漫画)
『ドリフターズ』（DRIFTERS）は、平野耕太による日本の漫画作品。少年画報社の月刊漫画雑誌『ヤングキングアワーズ』にて2009年6月号（4月30日発売）より連載中。2016年11月時点で1巻から5巻までの累計発行部数は350万部を突破している。
古今東西の英雄が、中世ファンタジー風の異世界に召喚されるアクション系歴史ファンタジー作品。前作の『HELLSING』同様、陰影を強調した重厚な絵柄や独特の大仰な台詞回しが特徴。

## あらすじ
西暦1600年、関ヶ原の戦いの最中、謎の存在「紫」の手により島津の退き口から、エルフやオークのいる異世界に召喚された島津豊久は、同様に流れ付いた織田信長や那須与一と出会う。その地で「漂流者（ドリフターズ）」と呼ばれる豊久らは、成り行きと武士としての本能から、人間が支配するオルテ帝国に虐げられるエルフの村を解放し味方に付けると、その勢いのまま「国奪り」を開始する。
一方、北方の地では「EASY」の送り込む召喚者達「廃棄物（エンズ）」が黒王を頂点とし、「人ならざる者」の軍勢をもって人類を絶滅させるべく進軍を開始していた。安倍晴明率いる、魔導結社「十月機関（オクト）」は漂流者を集め黒王軍に対抗すべく、豊久達にも協力を要請するが、信長は「漂流者による国奪り」こそが唯一の方法であると説き、兵権の掌握と自軍の設立に向け動き出す。黒王の命を受けた廃棄物ジャンヌとジルドレの襲撃を退けた豊久達は、休む間もなくドワーフ族を解放し、自軍に組み入れる。
オルテの大貴族にして、漂流者であったサンジェルミ伯は、自らが創り上げた帝国の先行きを見限り、国を豊久達に明け渡すことを決意する。当初は無血クーデターを目論んでいたサンジェルミ達だったが、同じく帝国の乗っ奪りを企てていた廃棄物ラスプーチンと土方歳三を相手に、激しい市街戦となってしまう。結果として首都陥落・帝国指導部の解体という当初の目的は達したものの、大きな傷跡も残されてしまった。
グ＝ビンネン通商ギルド連合に身を寄せ、重用されながらも微妙な立場にある山口多聞や、亜人を率いて帝国方面軍に抵抗する、菅野直とスキピオ、十月機関と行動しているワイルドバンチ強盗団ら各地に散る漂流者の動静も絡みあい、世界の命運は混乱の一途を辿る中、黒王率いる人類廃滅の軍団が南征を開始する。
漂流者達がオルテの政権を奪取したことで、オルテが黒王軍の矢面に立つことになり、信長とサンジェルミは官僚から没収した財産を元に内憂外患の処理に奔走する。軍閥化した西方の第三軍・第四軍を相討ちに持ち込み、混乱を西方諸族にリークし、両軍を壊滅させて敗残兵の吸収と、西方占領地の返還と戦果を与えて西方との講和を目論む。
続いて信長とサンジェルミは東方のグ＝ビンネン筆頭のシャイロック8世とサン・ジェルミ伯が交渉し、利害の一致から講和が成立。世界の危機と鉄砲・火薬を質に入れ、先行投資として食糧物資・資金を借り受ける盟約を結ぶ。
黒王軍の南伐が開始されると難民による混乱を企図した黒王軍の思惑と漂流者を求める民衆によって民族移動に近しい難民が発生し、一時は暴動発生とも思われたが豊久の演説によって彼らを黒王に立ち向かわせることに成功。ヴェルリナが籠城戦に不向きな地形なため、難民を兵士として統制し、決戦場と目される地、「関ヶ原」に地形が酷似しているマモン間原サルサデカダンにて待ち構えることになる。
サルサデカダンでの合戦は漂流者と廃棄物、人間と怪物の軍勢がぶつかりあう激戦となる。しかし信長の戦略を読みぬいた明智光秀の策略により、ラスプーチンに唆された公子らカルナデス部隊が造反。敗色濃厚となったことを悟った豊久は、戦力の大部分を保持したままの撤退を決断する。豊久は反対する信長を殴り倒して与一に託すと、彼らを逃がすためドワーフたちを引き連れ敵陣へ向けて突撃、再びの「捨てがまり」を行う。

## 登場人物
※声は、アニメのキャストを記す。

### 漂流者 / 漂流物（ドリフターズ）
島津豊久（しまづ とよひさ）
声 - 中村悠一
本作の主人公。戦国時代の島津家の武将。作中では「戦国最強のサムライ」と称される。年齢30。官名は中務少輔。薩摩弁で話す。
長尺の野太刀で甲冑・軍馬ごと相手を両断するタイ捨流の剣術を始めとして、組手甲冑術、火縄式の短筒等を自在に使い、戦場では鬼神の如き強さを見せる武人。前線指揮官としても優れており、集団戦では偽装撤退戦術を多用し、勝利を収めている。また、思考は短絡的で教養もなく平時は「残念な子」という扱いを受けているが、戦場での勘働きは鋭く、本能により戦いの要所で常に最善の選択を取り、異世界の術式や物品を利用した思いつきや発想にも優れた戦闘に関する天性の才を持ち、信長からは「生まれながらの武将」「敵を倒す為に生まれた様な男」、与一からは「全知全能が戦さに特化してる」とまで評される。ただ学こそ無いものの要所で戦略的に的を射た発言や行動をしており、特に腹という人の内心については時に信長も驚愕するほど的確なため、信長は「必死に自分に律した結果」として戦でしか役に立たない人格が形成されたのではないかと考えている。首級を挙げることに強い執着があり、オルミーヌより「妖怪“首おいてけ”」というあだ名を貰っている。
薩摩隼人を絵に描いたような血気盛んで一本気な性格。戦闘本能と己の士道のみに従い戦に生きる姿は、敵味方問わず周囲を驚愕させている。信長から「空気を読めんのではなく読まん」と評される性質は、好戦的な島津家で生まれ育ったという理由が大きく、豊久本人も「薩摩ん兵子で血迷うとらんもんは一人もおらんど」と認めている。己の信念しか頭にない姿勢と人を戦いに駆り立てる「狂奔」の素質、人種や価値観が違う人々を一つに纏めていることから、信長からは「王の器」と言われるほどその器量を見込まれている。しかし、本人にはそのような自覚はなく、死んではいけない立場の人間でありながら、戦功や勝利のためなら自らの命をエサにすることに躊躇がないため、周りからは危惧されだしている。受けた恩は決して忘れず、自分を助けたエルフを庇い加勢し、女子供に対する非道に憤慨するなど義侠心が強い。治政は信長達に任せて普段はハンニバルや与一と街をふらつくか昼寝をしている。思い立ったら他人に相談せずすぐ行動する傾向があり周囲からは「乳児より目が離せない」とまで言われている一方で、放っておけないというだけで建国に成功した劉邦にも例えられている。
シャラの村の者達からは「トヨさん」と呼ばれ慕われている。信長からは「豊」「お豊」と呼ばれる。
織田信長（おだ のぶなが）
声 - 内田直哉
戦国時代に第六天魔王を自称し、「天下布武」を掲げて戦った英傑。49歳時の「本能寺の変」から初登場の時点で半年以上経過しているため年齢は50歳になる。本能寺の変に先立つ4年前に辞した右大臣職をもって、「織田前右府」（おだ・さきのうふ）とも名乗る。右目に眼帯を着けている。
戦いの中でさえ悪ふざけが目立つものの、その本性は狡猾で冷徹な策略家であり、「合戦そのものは、それまで積んだことの帰結」「合戦に到るまで何をするかが戦」との言葉通り、極めて現実的かつ長期的な視点に立って戦略・戦術を組み立てる。目の前の怒りに対してあらん限りの面罵をするが、ある一線を超えると病的な君主としての合理性と吝嗇から絶対に生かしておかぬと決めて沈黙するという癖がある。指揮官としての能力にも優れ、戦の経験のないエルフの農奴を率いて数と練度で勝るオルテ正規兵の軍隊を壊滅させており、ハンニバルのジェスチャーにも即座に対応して効率的な指示を出す。またリボルバー銃やガトリング砲などの火器、連絡用の水晶球などの道具が戦争の様式を一変させることに気付く等、軍事面における洞察力・想像力は非常に優れている。主に戦闘中の世界の技術の使い方や活用法の差異から、「漂流者とは技術の渡来者であり、思考の差異者である」ことをいち早く認識した。元傾奇者ゆえに周囲が呆れるほどの派手かつ芝居がかった演出を好む。
嫡男が自分に殉じて戦死したことや自分の人生50年が無になったこと、織田家の凋落といった自身の死後の出来事はショックが大きかった。豊久が言った通り、利や欲で動く人の頭は手のひらの上で踊らせるようだが、それに付随しない情や恨みという人の腹を読めないことを痛感。自分には君主の資格が無いと感じ、器を見込んだ豊久を「王」にすると決め、自身は参謀兼汚れ役を全て受け持つことにしている。
既に老境に差し掛かっているため直接戦うことはあまりないが、遅れ気味とはいえ廃城からエルフの村まで豊久と与一に並走する程度の体力は維持している。「読む者の心情を撫で操る」ような文章を作るのが得意で、檄文を送るだけでエルフ達を集結させ、さらにはヴェルリナ奪取後に手紙2枚と少数の伏兵だけで、オルテ第3・4軍を互いに争わせ壊滅させるという知略も見せている。
元から所持していた火縄銃を武器として使うだけでなく、黒色火薬の材料となる硝石の生産や硫黄の調達、火縄銃そのものの製造など、兵站も含めた量産化を進める。硝石の精製に便所や土間の土と戦死者の胴体を利用して硝石丘を作る他にも戦術として糞便を利用し、物資の不足していた初戦のエルフ村の攻防戦では水を使用不能にするために井戸へ投げ込む、破傷風を引き起こすために鏃などに塗り付けるなどしている。ヴェルリナでの黒王軍との戦いでは、サンジェルミ伯領の精鋭兵を預かり、銃列隊に仕立てて指揮した。
豊久からは「信（のぶ）」、シャラの村の者達からは「ノブさん」と呼ばれ、実質的な指揮官として認識されている。しかし豊久の自らを顧みない行動には苦労しており、本人としては劉邦を支えた張良を気取りたいところではあるが、その様を見たサンジェルミからは陳宮に喩えられた。
那須与一（なす の よいち）
声 - 斎賀みつき
源平合戦の伝説的な弓の達人。年齢19。女と見紛うばかりの美少年。
軍記物語で語られるものとは全く違った食えない性格であるが、ジルドレとの戦いを楽しむ戦闘狂としての一面も持つ。弓の腕は元々弓に長けた種族であるエルフ達をはるかに上回る。
エルフの言葉を独学で覚え、カタコトであるが会話を試みるほどになっていた。しかし十月機関の符で簡単に意思疎通ができるようになったので、その努力は虚しいものに終わる。
己の武士としての価値観から義経の卑劣な手段を辞さない軍略を快く思っていなかったため、当初は卑劣とも取れる奇策を駆使する豊久や信長を義経と重ね合わせていたが、義経と違い何も強制してこない豊久へは好感を寄せるようになる。
ハンニバル・バルカ
声 - 青山穣
世界史において天才戦術家として知られているカルタゴの将軍。隻眼の老人。
スキピオと同時に作中に初登場。ローマへの敵愾心は失っておらず、「ザマの戦い」で「カンナエの戦い」における戦術をそっくり真似たスキピオを「パクリ野郎」と罵るなど、ケンカが絶えなかった。
召喚された時点でかなりの老齢であったため、尿失禁するなど肉体は衰えており、カルネアデス兵からは「ボケ老人」と嘲笑される。さらに逃走の際にスキピオと逸れた直後から、箍が外れたように急激な痴呆が進み、脈絡のないうわ言をつぶやくようになってエルフ達に介護されており、「木いちご爺ちゃん」と呼ばれている。それでも要所では往年の眼光を取り戻し、豊久や信長すら目を見張る歴戦の名将ぶりを見せる。もっとも、戦術を伝える際にも、そのまま伝えるのではなくあくまでヒントを与えるという形で身振り手振りで提示するため、それを苦労しながらも理解できる信長以外には、ただの奇行としか思われていない。
サルサデカダンの戦いでは、右陣の難民軍の裏切りにいち早く気づいたものの間に合わなかった。捨てがまりを敢行する豊久を見送る際、「夢から醒めた」と語り往年の覇気を取り戻す。敗走中に出くわした義経が黒王軍と切れたことから、義経を補佐し、黒王軍の占領地で抹殺から逃れた者たちを集めて国を興すべく活動を始める。
スキピオ・アフリカヌス
声 - 家中宏
ハンニバルのライバルであるローマの天才用兵家。短髪の初老の男。
常にハンニバルと張り合うが、内心では誰よりも認めており、カルネアデス兵が耄碌した彼を嘲笑した際には激怒しながらハンニバルを弁護している。
黒王軍からの逃避行の際に馬車から落ちたことで十月機関一行と逸れ、オルテ北部の山中に迷い込んだところで菅野直と邂逅する。ローマ＝イタリア人と認識され、出会いは友好的であったが、1943年以降のパドリオ政権以降は日独の敵対国であることを菅野が直後に思い出し、小競り合いをした。しかし十月機関の思惑もあり、菅野と共にオルテと戦うことになる。菅野の軍では参謀を担当、用兵家としての采配を振るい菅野を通して犬人、猫人を指揮し、オルテ第二軍に対して攻勢を仕掛け優勢となっている。
その後、菅野を介して山口多聞と邂逅、彼らが未来に生きた人間であることを知らされる。山口に自身の在世当時から第2次世界大戦までの約2000年にわたる軍事知識の指南を依頼し、「ハンニバルにも追いつけた。2000年を追いついてみせる」と習得を開始。後に豊久が合流して、関ヶ原の戦いの配置図を見せられた際には、東軍総指揮官の徳川家康の軍歴、経歴や西軍の指揮官不在などの情報を確認した上で、小早川秀秋の裏切りを含め、東軍の勝ちを指摘した。その後に黒王軍の弱点を、進撃するほどに困難となる「後方への食い物の輸送」と見抜き、菅野と豊久で編成した空挺ゲリラ部隊による後方撹乱・兵站破壊戦の提案をする。それを前に山口は、2000年を追いついたどころか、さらに5年から10年は追いこされたと思う。
ワイルドバンチ強盗団
西部開拓時代に悪名を馳せた列車強盗団。多くの構成員の中でも死亡したものの生存説がある以下の2名だけが異世界に漂着している。
十月機関の護衛および伝令役として各地を移動しており、廃城の3人組だけではなく菅野たちとも面識を持っており、エルフ村での廃棄物戦ではジルドレにとどめを刺す。サルサデカダンの戦いでは斥候を担当し、黒王軍の進軍状態とその数をオルテ軍に通信する。
ブッチ・キャシディ
声 - 小野大輔
ワイルドバンチ強盗団のリーダー。襤褸布をマントのように纏った装い。享楽的で刹那的な青年。パーカッションリボルバー（コルトM1851）の二挺拳銃で戦う。豊久たちと分岐する際、餞別として銃1丁と弾切れになったガトリング砲を置いてゆく。
現状においては晴明率いる十月機関と行動をともにしている。伝令として赴いた菅野が対戦国である英米を敵視する姿勢を見せたことから、ボリビアを出身地と言い逃れをしたため、以降はアメリカ人であること隠してボリビア人だということで通している。
ザ・サンダンス・キッド
声 - 高木渉
ブッチの相棒。テンガロンハットと外套の装い。ブッチに比べ常識的な性格で、その諌め役。レバーアクションライフルを持ち、手回し式のガトリング砲を使用している。
元の世界から持ち込んだ煙草や弾薬をかなり惜しみながら使っている描写があり、自分達の置かれている状況をブッチよりは理解している。出会った日本人たちが皆凶暴な性格をしているため、日本人に対して若干恐怖心を抱いている。

菅野直（かんの なおし）
声 - 鈴木達央
大日本帝国海軍のエースパイロット。第三四三海軍航空隊戦闘三〇一飛行隊（通称「新選組」）隊長。階級は大尉。
凄まじく血の気が多い益荒男。「バカヤロウ、コノヤロウ」を口癖としているほどに口が悪く、乗機が飛行中に不調を起こした際は計器を殴って直す等、機械の扱いも雑で粗暴。乗機は最後の出撃の際に乗っていた紫電改。本来4挺装備の機銃が3挺しか機能していないが、これは失踪直前の菅野が機銃の筒内暴発を無線報告したとされる証言に一致する。
黒王軍のカルネアデス侵攻の真中に戦場に出現しており、史実における「謎の失踪（1945年8月1日）」の直後に乗機ごと召喚された様子が見られる。異世界に来た直後、黒王軍の侵攻によって人もろとも焼き尽くされる城下を見て、空襲される日本を連想して激怒し、空戦を仕掛けて竜4匹を撃墜する。
その後、乗機はオルテ北部の山岳地帯に不時着したが、犬人たちを腕っ節で統率し、「空の神様」として彼らの担ぐ輿に乗って現れ、ハンニバルらと逸れ彷徨していたスキピオと遭遇する。
十月機関の札によってスキピオと意思疎通できるようになってからは、犬人、猫人たちを率いてオルテの第二軍と交戦している。短気ですぐ暴力を振るう性向を犬人、猫人はもちろん、スキピオたち漂流者からも恐れられている。
やがて座礁した空母「飛龍」艦上にて山口多聞と邂逅。破損してはいるものの大量の航空機、燃料、弾薬を手に入れ、山口と二人で「新二航戦」を結成する。マモン間原で敗走する味方を逃がすべく捨て奸をする豊久と向かい合う土方の前に現れ、言いたいこと言った末に豊久たちと共に飛竜のタツオに乗って戦場を離脱し、豊久とドワーフ親方を連れて飛龍に帰還した。
山口多聞（やまぐち たもん）

安倍晴明（あべ の はるあきら）

アドルフ・ヒトラー

サンジェルミ伯（セントジェルム伯、セントジェルミ伯）

紫（むらさき）
声 - 宮本充
この世界に漂流者を呼び寄せる男性。眼鏡にワイシャツ、袖カバーという事務員のような姿をしている。無表情で喫煙家。EASYから「民生屋」と言われている。
左右に様々な扉が並んだ白い通路にある机で事務作業し、自ら選出した漂流者を各地へ送っている。この世には運命も宿命もさだめもなく、世界にあるべき形などないと語り、漂流者による元の世界と送った世界の「差異による万象の変質」を手段とした廃棄物の殲滅を目的としている。漂流者の自由意志によってことが進むことを好み、豊久がそれを表明した際には笑みを浮かべていた。
人を「珍妙な生き物」としつつも「愛しい生体」と評しているため、廃棄物を「駒」と呼びゲーム感覚で振る舞うEASYを嫌っている。漂流者と廃棄物の動向が自動的に記述される新聞を読むことで、彼らの行動を把握している。「本日は終了しました」の札を掲げて帰ったり、休憩で不在の時もある。

### 廃棄物（エンズ）
黒王（こくおう）
声 - 楠大典
黒王軍指導者。擦り切れたローブを纏った姿で現れ、廃棄物やモンスター達の軍勢を率いる謎の存在。
フードを深く被っており、その顔は黒く塗り潰されたように輪郭すら見えない。持ち手が蜻蛉の形をした杖をついている。新約聖書の言い回しを度々使用する。
能力は生命の増幅であり、負傷や瀕死の兵士も触れるだけで治療することができる。生命体ならば無限に増殖させられるため、穀類や燃料となる薪を無限に増やしたり、対象の細胞を過剰に増幅させ腫瘍まみれの異形に変貌させることもできる。ただし、自身の命を酷使する自己犠牲の能力で、使用すると体から塩の結晶が落ちる描写がある。多種族の「人ならざる者」を統率し心から対等に接しているため、彼らからも敬われる立場にある。
その腕は傷だらけであり、手の平には杭で打ち抜かれたような傷跡がある。かつて人類を救おうとしたが拒絶され、人類以外の者を救い人類を絶滅させる決意をしたと言う。「黒王」の名は人類を滅ぼした後に自身がもたらそうとしている暗黒時代に由来する。大量破壊兵器を異世界にもたらす可能性を持つ漂流者の脅威を認め、その集結を恐れて一人残らず排除することを目論む。
黒王軍を進軍させる傍ら、自身の生ある内に人類に取って代わり永続的に続く「人ならざる者たちの文明」を作るため、「統一宗教」「原始農耕」「共通文字」を教えている。義経曰く「救世主の玄人」で、その行動は人類の廃滅しか考えないとされてきた本来の廃棄物から大きく逸脱しており、十月機関やサンジェルミを混乱させている。
サルサデカダンの戦いでは、爆弾で戦闘不能になった先手衆の巨人を蘇生させて正面から再攻撃を行わせる。
その正体はイエス・キリストであることが示唆されているが、明智光秀からは「空挺降下」や「デサント」といった未知の戦略知識を習得していることを不審に思われ、彼の知る人物かどうか疑問視されている。
単行本の巻末に載っている「あとがきゆかいまんが 黒王様御乱心」や雑誌のオマケ漫画ではギャグキャラクターとして登場する。
『ヤングキングアワーズ』2013年5月号掲載の休載告知漫画でルークとヤンに正体を尋ねられた際、元の世界では30歳過ぎまで定職無しで実家の大工の仕事を手伝っていたと語っている。
土方歳三（ひじかた としぞう）
声 - 安元洋貴
幕末期の動乱を戦い抜いた新撰組副長。廃棄物となり黒王軍に加わっている。
外見は新撰組在籍時の隊服ではなく、史実で最期を遂げた箱館戦争時における洋装の軍服姿。普段は寡黙で口を開くことすら滅多にない。士道を重んじるが、その価値観は戦国時代のサムライである豊久のそれとは差異がある。生粋の戦好きで、黒王軍に参加しながらも異世界の存亡には興味はもっておらず戦そのものを目的としている。
霧状の新撰組隊士の幻影を多数造り出す能力を持ち、幻影で敵を取り囲み一斉に斬りつける集団戦法を行うが、幹部隊士である近藤勇・沖田総司・井上源三郎・斎藤一らは呼び出すことが出来ない。また幻影に関しては集団で豊久を追い詰めるだけの能力はあるものの、ドワーフが発射した散弾の一撃を受け霧散している。土方の剣腕も非常に高く、豊久と互角以上に渡り合っている。戦場での部隊の駆け引きに長ける一流の“戦術家”であるが、信長からは“戦略家”としての経験不足を指摘されている。
豊久らがオルテ帝国にクーデターを仕掛けた時と同じくして、黒王軍の先駆けとしてオルテ帝都の官邸を襲撃。戊辰戦争の経緯から薩摩と島津家を病的なまでに憎悪しており、島津家によって煮え湯を飲まされたことを洞察してみせた豊久に対しては凄まじい敵意を露わにした。ラスプーチンの政権乗っ取りが失敗した後、豊久に一騎討ちを挑むと同時に傘下の兵による官邸奪取を仕掛けるも、豊久と死闘を繰り広げる間に、信長とハンニバルの策により兵を殲滅させられ、黒王の命により退却する。個人としても将としても痛み分けに終わったが、豊久から「日本武士（ひのもとさぶらい）」と呼ばれたことには何らかの感慨をおぼえた様子が見られる。
サルサデカダンの戦いでは満身創痍となった豊久の前に立ち塞がるが、一瞬だが初めて勇の姿を呼ぶことに成功し、豊久を切れば新撰組が戦う武士がいなくなると総司の声に告げられる。更に突然現れた新選組を名乗る菅野から、敗者・賊軍のはずの新選組の名が（講談や映画の類とはいえ）後の世では「京の街を守った英傑たち」と伝わっていることを聞かされ、自分の意志で動くことを決意。豊久を見逃し黒王軍を抜けて去った。
ジャンヌ・ダルク
声 - 皆川純子
百年戦争でフランスに勝利をもたらした「聖女」。廃棄物となり黒王軍に加わっている。髪を短く刈っているので、外見は少年のように見える。
異世界に来る前に魔女として貶められ、恥辱と嘲りの中で火刑による苦痛に充ちた最期を遂げており、「みんな燃えてしまえよ」「この世の全てが燃えて落ちればいい」と兵士を虐殺するなど、言動に狂気と憎悪を滲ませる。
逆十字架模様の鎧に大量の剣やナイフを装備している。炎を発生させる能力を持ち、自身から炎を放つほかに、投げたナイフが刺さった地点からも発炎が可能。しかし、その能力を誇示した戦法から豊久に戦闘経験の少なさを推察される。
黒王の命令により、ジルドレと共に騎兵部隊を率いて豊久達を強襲、彼等の拠点である廃城を焼き払う。甲冑姿に生来の容姿から、豊久から男か女かと問われたことで元の世界での屈辱を刺激され激昂する。炎の能力による猛攻を仕掛けるが、オルミーヌと連携した豊久に井戸に叩き落され、炎を使えない水中で敗北する。しかし、女だと知った豊久に（あくまで豊久の主観で）手加減され、頭蓋骨が割れかけるほどの頭突きをされた後、瀕死で意識を失ったまま井中に放置される。その後、斥候部隊に救出され黒王によって治療されたがジルドレが死んだことを知り、自身の生前の行動をはじめとする廃棄物の無念を一蹴した豊久たちに復讐を誓う。
サルサデカダンの戦いでは公子の裏切りと同時に敵陣へ突入し、豊久を探して暴れまわり本楼を焼き払う。
作中では貧乳に描かれ、単行本巻末のオマケ漫画で度々ネタにされている。
ジルドレ
声 - 乃村健次
百年戦争でジャンヌに連れ添った騎士。廃棄物となり黒王軍に加わっている。身体中に刺青を施した長髪の美丈夫。
ジャンヌが魔女として処刑されたことで、自らも彼女がいるとされた地獄に行くために悪逆の限りを尽くし、最終的に処刑されて異世界に送られた。
大槍と鎖を武器とし、特に槍は廃墟の壁を切り崩すほどの威力を持つが、人間に対して確実に一撃を叩き込める精密さは備えていない。与一に急所を射抜かれても全く怯まない生命力を持ち、ワイルドバンチ強盗団のガトリング砲による胴体が吹き飛ぶほどの攻撃には再生が間に合わなかったものの、頭部と右腕のみとなってなおしばらく生存するほどである。そのタフネスとパワーから、与一や義経からは武蔵坊弁慶に例えられた。
ジャンヌと共に豊久たちを強襲し、与一と激闘を繰り広げ彼を絞殺する一歩手前まで追い詰めたが、最終的にワイルドバンチ強盗団による銃撃の末に、再び地獄でジャンヌと再会することを望みながら死亡する。その遺骸は塩の塊と化した。
また、巻末では黒王により過去に行った虐殺などの所業を責め立てられ、首を吊って自殺している。
アナスタシア・ニコラエヴナ・ロマノヴァ
声 - 北西純子
帝政ロシア末期の皇女。廃棄物となり黒王軍に加わっている。
容姿はドレスを着た長い金髪の女性。巨乳に描かれている。人間を瞬時に凍結させるほどの吹雪を発生させる能力を持つ。
ラスプーチンとともに、廃棄物の中では常識的な人物。豊久たちのことは「狭い島国の中で800年間殺し合いを続けてきた連中」と、侍の行動理念を分析しており、その侍の国の末裔により日露戦争で敗北したことを多少根に持ち、脅威であると認識している。
面倒見の良い性格であり、ジャンヌのことを気に掛けている。そのため、ジャンヌに重傷を負わせ殺しかけた豊久に対し敵対心を抱いている。
サルサデカダンの戦いでは公子の裏切りと同時に、「氷の出城」を構築して敵陣を攻撃する。
ラスプーチン
声 - 田中正彦
帝政ロシア末期に暗躍した怪僧。廃棄物となり黒王軍の参謀的な立場になっている。
黒い長髪で眼鏡をかけた美青年に描かれており、常にアナスタシアの背後に侍っている。普段は紳士的な口調だが、想定外の事態などで自身の計画が狂わされると荒っぽい口調になる。元々僧侶だったこともあり、共通文字・統一宗教の構築などを「人ならざる者」たちに一元化された文明を作る役目を任される。サンジェルミとは面識があるらしく、対面時に「廃棄物になったか!」と言われている。
札を使った術ができ、黒王軍内の遠隔通信などに使われている。他にも遠隔地から人間を「操り人形」のように支配する能力も持っており、これを用いてオルテ指導部の貴族一人を操り、兵を中枢に乗り込ませて帝国を乗っ取ろうとするが、偶然同じような策に出た漂流者一行とかち合ってしまい、自分を眼中に入れず手下を一蹴した豊久や、内心の動揺を見抜いてくる信長の挑発に煮え湯を飲まされ失敗する。黒王軍による南征が開始されると、多数の兵士を治療することで、黒王の寿命を縮めてしまうことに危機感を感じている。
サルサデカダンの戦いでは公子の妻女を人質に取り、操った一部の将校に同調させることで寝返り工作を行い、思惑通り難民兵の裏切りを引き起こす。
明智光秀（あけち みつひで）
声 - 速水奨
戦国時代の武将。廃棄物となり黒王軍に加わっている。白髪と虚ろな目が特徴の壮年の美丈夫。
第34幕で倒れ伏した後ろ姿のみ描写され、第45幕で正式に登場しているが、共に雑誌掲載時にはなく、単行本で追加された。本能寺で織田信長に謀反を起こしたが、秀吉との戦に敗れる。その後伏見の農民の落ち武者狩りにより脇腹を竹槍で刺され重傷を負い、意識を失った状態でEASYのゲートから出てきたところを義経が見つけ、黒王の元に送られる。信長が漂流者として存在していることを知り、執念を再び燃え上がらせ、今度こそ討ち果たすべく黒王の幕下に加わる。
黒王軍においては戦略的な知識と能力から、南征時の軍師として采配を振る。黒王については自分の知る人物かどうか疑問を抱きつつも、信長を討つために従うという姿勢を取っている。サルサデカダンの戦いでは指揮官として信長と対峙、難民を寝返らせると同時に総力を投入して勝利目前まで追い詰めるも、中級指揮官の不足という弱点を豊久につかれ、殿として敵陣に突撃する総大将へ兵士たちが集中してしまい、肝心の信長を討ち取ることに失敗する。
「惟任（これとう）」姓を名乗っていたことから黒王や廃棄物たちからは「コレトー」と呼ばれている。
EASY（イーズィー）
声 - 伊藤かな恵
この世界に廃棄物を呼び寄せている女性。黒衣黒髪の少女。紫から「継戦器」と呼ばれる。
紫と対立しており、彼を罵るために現れると周りの空間は暗闇に変わりワイヤーフレーム状に変貌する。性格は子供らしく紫を見下した言動を取り、気に入らない事態が起こるとヒステリックに暴れだす。廃棄物たちを自らの「駒」と捉えているが、紫には彼らが自身の意志の外にいるのに気づいていないことを指摘されている。
紫の「新聞」に対して、漂流者と廃棄物の動向は自室に置かれているノートパソコンのRSSリーダ風のもので確認する。紫にメールのような文章を送信することもできる。
自室のドアの表札と首にかけてあるフリーパスには「E・A・S・Y」が略称として表記され、その下行に名称が書かれている。

### 不明
漂流者か、廃棄物か、不明の者たち。
源義経（みなもと の よしつね）/源九郎判官義経（みなもと の くろうほうがん よしつね）
声 - 石田彰
平安時代末期の武将。黒王軍に加わっているものの、黒王からは「お前は好きにせよ」と言われており、自身も漂流者か廃棄物か面白そうな方につくと語っている。
長い髪に細身の美少年（本人曰く「もうすぐ三十路」）。人間と化物の戦争を楽しんでいる。カルネアデスに侵入した十月機関の背後に現れた時、足が浮いている描写が見られた。この際に抜かれた剣を瞬時にかわし、その剣の上に乗るという離れ業を披露している。進軍した黒王軍ではケンタウロスを率いて難民を追い詰めるための脅しを行う。サルサデカダンから敗走する信長たちの前にも現れるが、同じように裏切られた信長からは間違いを指摘される。与一からも問いただされたが奥州で死んだわけではない模様で、廃棄物ではない生きた人間らしく与一の「その方が面白いから」という言葉で一転して黒王軍と手を切るも、率いていたケンタウロスは帰ってしまい、ハンニバルと共に黒王軍が取りこぼした流民逃民を集めて軍を作る計画を起こす。
過去に与一から「武士の道に外れる」「卑怯じゃありませんか」と指摘された際は、「合戦に卑怯も武士道もない」「平氏も源氏も鎌倉のバカ兄上もみんな甘っちょろい」と答えるなど勝利のためなら手段を選ばず、他者の心を解さない様は与一からは「化け物」と評される。それでも共に戦った者は世間の良識なんかはかなぐり捨てた戦いが「楽しかった」と感じ、それゆえに「最後までついていく」のが恐ろしくなってしまう。

### 十月機関（オクト）
安倍晴明（あべ の はるあきら/せいめい）
声 - 櫻井孝宏
平安時代を代表する陰陽師。「十月機関」の構成員を束ねる存在。オルミーヌからは大師匠と呼ばれる。青年のように若々しい姿を保っているが、実年齢は83歳。
漂流者であり「廃棄物を滅ぼす使命を受けた」と言い、漂流者を集めて廃棄物に対抗しようとしている。符を用いた術に長け、お互いの言語を理解できるようになる札を作り、漂流者とのコミュニケーションに役立てている。また、陰陽術を用いて獣を鎮めることができる。
漂流者をこの世界に送り込んでいる人物が紫であることを知っている。紫と同じく、廃棄物に対して「間違いは正さなければならない」と語っている。漂流者の性質によっては廃棄物以上の危険性があることも危惧している。漂流者の中では常識的な人物なので、武士たちの思考はよく理解できない（特に豊久のことは「おかしい」と評している）。
優れた魔導師かつ指導者であるが、戦闘や科学については専門外であり、他の漂流者に頼る部分も少なくない。各国に黒王軍の脅威を説き、互いに兵を供出して漂流者に率いさせるよう働きかけていたが、それは権力者にとって到底認められないアイディアであったため全く賛同を得られず、信長にもその点を指摘され、非現実的だと一蹴されてしまった。理屈・理想で動いている面があり、人間の欲や愚かさなどを考えていないことから、黒王からは「学者」などと呼ばれている。
カルネアデスに潜入する機関員を救出したのち、黒王軍との決戦に備えるオルテ軍に合流。サルサデカダンの戦いでは得意の術により竜を封じる活躍を見せるが、奪った竜の背に乗せられて敵騎竜部隊へ突撃する羽目になり、豊久達の非常識さに改めて驚愕することになる。
オルミーヌ
声 - 古城門志帆
「十月機関」の構成員。コードネームはセム。眼鏡をかけたツインテールの巨乳の女性。廃城に集った豊久達を監視していたが、逆に発見されて捕らえられてしまった。この世界と豊久達の現状を説明し、対廃棄物への協力を求める。
通称「石棺」のオルミーヌ。未熟な導師であり、札から石壁を出す『石の壁』の符術くらいしかできないが、師匠である晴明は「『石の壁』の符術だけは当世一」と評している。『石の壁』から豊久は袋小路を作り敵兵を閉じ込めたうえで火薬で殲滅する作戦を考案し、信長はハンニバルの助言を得て攻城用の階段を作るなど、漂流者の「使い方」により戦術の要となるほどの存在になっている。信長が水晶球の価値を知ってからは情報統括に就き、各部隊の情報の収集・伝達に奔走している。
豊久達の国盗りなど常軌を逸した考え方に惹かれているが理解はできず、日本の武士には「感謝と死が同じ笑みに同居している」と言い、死の恐怖を持たず己の命すら簡単に捨てる生き方を恐れる。また、人々を守るために修業した術が、戦争で人を殺すために利用されている事実に戸惑っている。漂流者たちに振り回されて苦労しており、機関の仲間からも同情されている。
巨乳であることを強調されており、信長からは「オッパイメガネ」「オッパイーヌ」「オルミー乳（ニュウ）」等と呼ばれ、正確な名前を呼んで貰えない。豊久からは「おるみぬ」と訛って呼ばれている。豊久達の監視時には日本軍のものと思わしき双眼鏡を使用していた。
カフェト
声 - 西田雅一
「十月機関」の構成員。コードネームはハム。眼鏡をかけた金髪の若い男。主に漂流者の行動を監視している。スキピオとハンニバルの喧嘩を目の当たりにして保護する。彼等と共に黒王軍の襲撃から逃げ延びた。
ドグ
声 - 各務立基
獣耳をした冒険者。若い男で顔に入れ墨を彫っている。冒険者ギルドに所属しており、ギルドで扱えない難儀な任務を引き受けている。もう１人の十月機関の機関員（声 - 山下誠一郎）とカルネアデスの黒王軍を偵察をしている。
カルネアデスに潜入した際、義経に遭遇し抜剣するも斬殺される。

### オルテ帝国
アドルフ・ヒトラー
ナチス・ドイツを率いた独裁者。オルテ帝国の建国者で国父と呼ばれている。劇中では既に故人。
豊久達が召喚される60年ほど前に突如現れたとされる。ある日酒場に現れて人々を扇動し、天才的な演説と人心掌握術で反乱を起こして首都まで行進。オルテを建国した当時の記録によれば「手慣れたものかの様」だったとされる。その後、原因不明だが突然自殺した。以後、「国父」の役職は空席となり、オルテは国父の理想を叶えるため各地への侵攻と拡大政策を取る。
サンジェルミ伯によれば漂流者であり、「効率的な官僚制度」「世襲による悪癖の除去と国富の分配」「故意に作った一定数の被差別階層」により民衆をまとめて中央集権制を確立し、効率的な官僚帝国を作り上げた。実際にオルテは四方諸国を相手に50年も戦えており、晴明からは「結果はどうであれ人々を救った」と評されている。特徴的な口髭を生やしており、肖像画を見た信長やグ＝ビンネン通商ギルド連合からも「チョビヒゲ」と侮称されている。
故人だが第18話で肖像画としてその姿が描かれ、第35話で初めてその名が言及された。
サンジェルミ伯
声 - 杉田智和
オルテ帝国の3分の1を領有する大貴族。年齢不詳のけばけばしい風体のおかま。情勢を鋭く分析しオルテの危険な現状を把握する観察眼を持ち、薬学・錬金術・史学に詳しい。政略に卓越した策謀家でもあるが、戦場での兵の駆け引きには疎い。
十月機関は漂流者または廃棄物の疑いありとしていたが、当人は漂流者だと述べている。50年前に国父がオルテを建てる際に最初に寝返った勢力で、彼がいなければ建国できなかったとまで言われる。以来、帝国の中央集権制の例外とされて誰も口出しできず、戦争には参陣せず好き勝手に生きていた。彼の軍隊は500人ほどで少ないが、テーバイ神聖隊を彷彿させる鍛えられた屈強な「男同士のつがい」から編成された精鋭軍である。
危機的状況を全く理解しないオルテの帝国指導部に見切りをつけ、諸国軍が押し寄せて帝国が降伏し国土を分割されることを防ぐために、豊久達へ政権を移譲させるクーデターを持ちかける。政治工作により無血クーデター成功直前まで行くが、ラスプーチンの「妨害」に遭う。豊久・信長らの活躍により、首都機能は壊滅するものの政権奪取は成立し、その後に信長からグ＝ビンネン通商ギルド連合との和平交渉を託された。交渉では「商人」の本質を見抜き、仕掛けた側の上に不利な戦況にも関わらず「賠償一切なしの和平」、さらに黒王軍の防衛と銃の専売権を担保に借りる形で大量の支援を取り付ける。さらに西方諸侯と和平するために第三軍・第四軍を攻めさせるという難題をふっかけられ、難儀しながらも引き受ける。
元の世界でラスプーチンと面識があり、テレビゲーム・映画・漫画の内容について語っていたり、信長から松永弾正に目付きが似ていると評された際にその存在を知っていたりと不可解な人物であり、漂流者を召喚しているのが紫だということにも気づいている。またこの世界のオルテ兵にも、50年前から実力者だったとは思えない若々しさに「一体何歳なんだ」と言われている。
作中では中黒の有無を含め呼ばれ方が安定せず、サン・ジェルミ伯という呼び方の他に、第18話での初登場時にはセントジェルム伯、第32話ではミルズからセントジェルミ伯、36話ではラスプーチンにサン・ジェルマン伯と呼ばれている。なお、他の漂流者たちの多くからはもっぱら「オカマ」の渾名で呼ばれている。
アレスタ
声 - 福田賢二
サンジェルミの側近。けばけばしい風体のオカマ。好みの男性のタイプは髭面で歴戦のナイスシルバー。二刀流の使い手で豊久の腕を見極めるため刃を向けるが、タイプであるハンニバルを目にしてノックアウトされ、戦わずに叩きのめされる。
ただ対峙した豊久には「殺気は鈍か、剣気は尖か」と評されており、豊久達がエルフの次にドワーフを解放しに行くことを察したり、ヴェルリナの検問を二言だけで通過させるようにするなど、知謀にも長けている。
フラメー
声 - 遊佐浩二
サンジェルミの側近。けばけばしい風体のオカマ。好みの男性のタイプは前髪で片目を隠したホーステールの少年。アレスタに代わって豊久に戦いを挑むが、好みのタイプである与一を目にしてノックアウトされ、戦わずに叩きのめされる。
アラム
声 - 千葉一伸
エルフ族占領土政庁に属する執政代官付き騎士武官。エルフが禁止されている「漂流物に関わる事」を犯したため、巡察隊を率いて彼らの村を襲う。
冷酷冷徹かつ自分の剣術に自信を持ち、エルフたちにも恐れられている。突然の襲撃にも動じず、豊久が放った投剣を弾き飛ばすが、その直後に組手甲冑術で叩きのめされて敗北。最期は豊久が嗾けたエルフの村人達の復讐によって惨殺される。
ミルズ
声 - 野島裕史
エルフ族占領土政庁に属していた新任の税務計算官。豊久達による執政代官城館襲撃の少し前に派遣されてきた黒髪の若い男性で、メガネを着用しており気が弱い。
エルフ族女性への集団性的暴力に対するエルフ達による報復の際、自分は参加しておらず童貞であると必死に主張していたため、命拾いをした。その後は信長により、エルフ居留地の事務係兼兵站担当に転職されてしまい大量の業務を丸投げされたが、エルフ達が対等に接してくれていることもあり、ぼやきながらも馴染んでいる。エルフ達からは当初「童貞人間」と呼ばれ、サンジェルミ一行からも一見で「童貞くさい」と評されている。
豊久達がオルテを掌握するころには周囲のエルフ達に「ミルズさん」と名前で呼ばれており、有能かつ実直で職務に忠実、生産性だけでなくエルフなどの安全にも配慮を欠かさない性格から少しずつ信頼され、待遇が良くなっている。また同じころ、中央から童貞で眼鏡の部下を2人つけられている。だが、性的虐待には加わっていないにもかかわらず、エルフの若い女性達の自分に対する態度は冷たいままだった。
事務をしながら廃城の調査に着手し、かなりの規模の遺構であることが判明したため、城として使用可能な状態に戻すことを始めている。サルサデカダンの敗北を知らされるも、皆を落ち着かせてブレインストーミングをすぐさま開始。必要な事項・物資の洗い出しと優先順位付けを済ませ、物資の集積と味方を受け入れる準備を始める。それらの様子を見たエルフ女性たちから（しかめっ面を崩さないでだが）ご馳走による歓待を受ける。

### グ＝ビンネン通商ギルド連合
バンゼルマシン・シャイロック8世
声 - 前野智昭
シャイロック商会およびシャイロック銀行番頭、グ＝ビンネン連合水軍水師。ギルド序列筆頭。「放蕩 なれど出来息子」の異名を持つ。
異名通り、見た目は軽薄そうな若者だが、中身は大胆かつ計算高く抜け目の無い男。サンジェルミからも「顔以外全然かわいくない」と言われている。多聞を尊重すると同時に警戒している。
オルテを掌握しつつあるサンジェルマン伯、織田信長と会見し、彼らを黒王軍の盾とするべく支援を確約した。
ナイゼル・ブリガンテ
声 - 喜山茂雄
ブリガンテ商店首席手代、ブリガンテ銀行番頭、連合水軍軍監師。ギルド序列第2。「頭を冷たくし 心をなお冷たくし」の異名を持つ。
異名通り怜悧かつ冷徹な人物。シャイロックを補佐し、異世界から来たテクノロジーの塊である空母「飛龍」の接収を進言しているが、シャイロックから止められている。
山口多聞（やまぐち たもん）
声 - 仲野裕
第二次世界大戦中の大日本帝国海軍提督で、第二航空戦隊司令官。階級はミッドウェー海戦における戦死による特進前の少将となっている。
現在はグ＝ビンネン通商ギルド連合の艦隊の客員提督として指揮をとっている。この世界における空母として、「鷹母」の「飛鷹」と「隼鷹」を運用、巨大な猛禽を航空戦力として配備することで、航空爆撃を敢行しオルテの海軍と輸送船団を殲滅。通商ギルド連合の海上覇権を確定させた。兵士からもかなり慕われている。
ミッドウェイ海戦で山口の乗艦であった「飛龍」ごと召喚され、ギルドからは接収を要求されているが、座礁状態のままにして拒否している。日本人の漂流者が米の飯を食えないことにかなりのフラストレーションが溜まっている中、莫大な費用で集めさせたコメに似た食材で歓待されるなど、客員として厚遇を受けている。しかし、寝泊りするのは必ず飛龍艦内で、会見時にも脱帽しないなどギルドに対して心を開いてはいない。
その後、十月機関を介して菅野直およびスキピオと邂逅。この世界ではただ飛行できるだけでもアドバンテージがあるとして菅野と二人だけの「二航戦」を立ち上げ、スキピオに約2000年の軍事知識を求められる。
名前だけは第1話から紫の机の書類に記載されているという形で登場していた。正式な初登場は第19話だが、雑誌連載時には登場しておらず、単行本2巻収録時に出番が加筆されている。

### 亜人

#### エルフ族
シャラ
声 - 間島淳司
豊久らが奪取した村の村長の息子。エルフとしては青年期の106歳。
アラムとその部下により村が襲撃されたが、豊久が一蹴。その際に、抑圧政策に加え父親の村長や子供達を殺害された恨みからアラムを殺害。結果的に後に退けなくなった彼等は、豊久達と共に反乱を起こすことになる。村の長として、戦いの際には副隊長的な役割をする。豊久たちを誰よりも信頼し、人間に対して懐疑的な見方が抜けない他のエルフ達との橋渡し役も務める。
マーシャ、マルク
声 - 石塚さより（マーシャ）、続木友子（マルク）
シャラの弟達。森の中で行き倒れていた豊久を発見し、信長らの下まで運ぶ。これが切っ掛けとなり領主との抗争に発展する。エルフとしては少年だが、それぞれ39歳と36歳で豊久や与一よりも年上。
シャラとともに最前線へ出ることも多く、主にオルミーヌの手伝いや、ハンニバルの介護などをしている。
フィゾナ村の若者
声 - 長南翔太
近隣の村に住んでいた若者で、シャラとは旧知の仲。左頬に刃物傷がある。信長が各村へ送った檄文を読み、国を取り戻すことを決意し、他の村人と共に豊久らの下へ駆け付けた。
当初は、漂流者といえど自分達を苦しめてきた人間である豊久たちのことを全面的には信用していなかったが、廃棄物の襲撃を退けた後は「一人でもドワーフを助けに行く」と称する豊久を案じており、少しずつ彼らへ信頼を寄せている模様。

#### ドワーフ族
ドワーフ長
声 - 竹内栄治
ドワーフ族居留地であるガドルカ鉱山（現・オルテ官兵ガドルカ大兵器工廠）に捕らわれていた一族の長老の一人。豊久率いるエルフ族によって解き放たれる。
信長に見せられた火縄銃を元に1日で試作品を作り、「日に10丁」と言う生産率を示して、実際に10日足らずで鉄砲100丁を揃えた。ついでに、大口径の散弾銃（史実の大鉄砲相当）を拵え、自らも闘いに臨む。豊久と意気投合しており、「なんでおめえドワーフに生まれなんだ」と言うほど気に入っている。
サルサデカダンの戦いでは狭い壕と小さな体を活かし、新開発した接着性爆薬で巨人狩りを行う。自軍の敗北時は他の老ドワーフと共に豊久率いる殿軍へ志願、捨てがまりで敵陣中央へ突撃する。
作中では名前を呼ばれる場面は無く、アニメ版のエンディングで「ドワーフ長」としてクレジットされている。第71幕では豊久に「親方」と呼ばれる。

### その他
青銅竜
声 - 西凜太朗
ドラゴンを総べる「六大竜」の一匹で、その末席。名前の通り青銅の身体を有する。隷属のドラゴンを竜騎兵に使役する黒王を威圧するために現れたが、逆に盟になるかと問われて襲いかかるも黒王の能力で肉腫の塊にされて「盟に加わる」と降伏した。しかし、本心からではないと悟られ、黒王軍の生きた青銅鉱山として、生きたまま解体され続けている。その青銅は彼らの使う通貨や武具に加工されている。
候子
カルナデスの南部にあったラ・ズナ士候国の候子。カルナデス陥落後に黒王軍から攻撃を受け、各氏族に招集を掛けたものの武装した巨人兵には手も足も出ず敗北、生存者をまとめて難民としてオルテに亡命する。難民達に向けた豊久の演説に真っ先に言葉を返したことから信長に「デキる男のニオイがする」と目を掛けられることになり、避難兵の指揮を任されることになる。
サルサデカダンの戦いでは難民兵の指揮官として右陣山上へ布陣するが、妻女を黒王軍に人質に取られ、ラスプーチンに操られる一部の将兵から寝返りを唆され、苦悩の末に漂流者部隊への攻撃を開始する。
龍夫（タツオ）
サルサデカダンの戦いで晴明が鎮めた飛竜。直後に豊久から「馬」として指名され、彼と晴明を背に乗せて竜騎兵隊に突撃する。命名は豊久。
ヴァレンタイン兄弟
作者の前作にあたる『HELLSING』からのキャラクター。単行本の帯の「ルークとヤンの猿でもわかるシリーズ」や休載時のおまけ漫画に登場する。TVアニメでは第九幕の次回予告（西版）にヤン・ヴァレンタイン（声 - 高木渉）とルーク・バレンタイン（声 - 子安武人）が登場した。

## 用語

### 汎用
漂流者 / 漂流物
「ドリフターズ」もしくは略して「ドリフ」と呼ばれる。古今東西の「生死不明のまま消息不明となった人物」または「実在したのか諸説ある人物」で構成され、劇中の描写では史実における死の直前に異世界へと迷い込んでいる。元の世界にいた時と同じ人格や肉体を維持しており、超人的な技量を有していることもあるが、基本的には廃棄物のような超自然的な能力は持っていない。ただし、晴明のように超常的な逸話が伝わっている人物は、符術などを操ることができる。
怨念に囚われているため行動原理が明確な「廃棄物」と違い、それぞれが独自の意志を持つ生きた人間であるためコントロールが出来ない。世界全体のバランスを考えた場合、召喚されたグループによっては廃棄物よりも危険な存在だと言えるが、「紫」はそのことを見越した上で廃棄物への戦力として呼び出している。
シャイロックによれば、公になっていないだけで想像を超える数の漂流者が現れており、有形無形の影響を残している。また、異なる時代の漂流者同士が出会った時に「自身が消えた後の評価と世情の推移」を聞いてたびたび騒ぎが起きる。
廃棄物
「エンズ」と呼ばれる。「エンズ」という読み方は元々は第1巻のカバー裏でルビを振られたのが最初で、本編においては第25話から導入されている。豊久から平仮名で「はいきぶつ」と呼ばれたことはある。古今東西の「怨嗟を持ち非業の死を遂げたと言われる人物」で構成され、漂流者とは異なり超自然的な能力を会得している。死亡すると、その死骸は同じ質量の塩の塊になってしまう。「EASY」が異世界へ召喚している。「黒王」に従って侵攻を開始した。
オルミーヌ曰く、現世を憎む余り人格も生前とは変わり果て、大抵はまともなコンタクトも難しい精神状態になっているとされており、過去に幾度か廃棄物による侵略が行われたとされる。
異世界に来る以前、つまり死ぬ直前の状況によっては漂流者か廃棄物かの区別が難しい場合もあり、義経のようにどちらに属するか本人にすら判別できない者もいる。また、ラスプーチンはサンジェルマンに「廃棄物になったか！」と言われている。
扉の並ぶ通路
紫、EASYが存在する空間。ここから紫は漂流者を、EASYは廃棄物を送り出している。通路の奥行きは果てしなく、紫の居る空間は明るく様々な種類の扉が幾多にも並び、EASYの居る空間は暗闇にワイヤーフレーム状の扉が並んでいる。

### 国名・地名
オルテ帝国
漂流者アドルフ・ヒトラーによって建国された東方の王国で、帝都の名は「ヴェルリナ」。海に面する大穀倉地帯を国土とする。豊久達が初めに飛ばされたのはこの国。使用言語は日本語を崩した形で表現されている。人間至上主義を唱え、40年ほど前から亜人達の国々を侵略して来た。「効率的な官僚制度」「世襲による悪癖の除去と国富の分配」「故意に作った一定数の被差別階層」により短期間で中央集権制を確立した。物語開始時では帝国を名乗り、国父が掲げた国是「万年王国」に従い侵略と拡大を続け、辺境では未だに侵略戦争が続いている。なお、国の最高指導者である国父の地位は、ヒトラーの自殺後から空位のままとなっている。
エルフやドワーフなどを「亜人（デミ）共」と呼び徹底的に差別し、奴隷として労役させつつ緩やかな生物的絶滅をも視野に入れた苛烈な統治手法を採る。そのため、国内の被支配層の間では怨嗟の声が渦巻いている。40年も続く上に戦線を広げすぎた侵略戦争のために兵力を浪費、兵力で人を消費し続けるため労働力が減少し生産が減る、減った生産を補おうとさらに過酷な統治を行い反乱の危険をさらに増し、減った兵力では治安維持すら危うくなる、という完全な悪循環に陥っており、オルミーヌには黒王軍を相手にできないと言われている。さらに、豊久らの蜂起による占領地の反乱の一斉拡大の危険性と、それにより主力が駐留する戦争地帯との連絡線の断絶という致命的な危機を理解しない首脳部に、サンジェルミ伯も「詰んでる」と評した。
南東の海岸線を守備する第五軍はグ＝ビンネンの海軍により壊滅、北方の第二軍は菅野に率いられて蜂起した犬人猫人連合軍の対応に追われていた。帝都のヴェルリナではサンジェルミ伯の手引きにより豊久達が起こしたクーデターと黒王軍の侵攻が同時におこり、首都機能は壊滅し帝国指導部は崩壊したが、漂流者が黒王軍を退けて政権を奪取した。西部の第三軍・第四軍は、独立勢力となることを防ぐ信長の策により潰し合いを仕組まれ、さらにそこを西方諸侯に攻めさせたことで壊滅。敗残兵を吸収する形で漂流者政権は兵力を得た。
ヴェルリナ
オルテの帝都。国のやや南部に位置する平地に築かれた都市。サンジェルミが籠城戦を考えずに土地構想に携わっていたため、守りにくい平地の都市にも関わらず城壁すら存在せず、信長は「京」に例え「この地形を考えたヤツは馬鹿だ」と言っている。大帝国の中心にあるにもかかわらず、長い戦乱により物流の停止や徴兵による若い労働力の喪失などが顕著に見られ、路上には物乞いと化した傷痍軍人があふれて灯が消えたかのように活気のない都市となっている。
豊久達のクーデターと同時期に侵入していた土方が率いる黒王軍が市街に火を放ったため、帝都の約3割が焼失する。信長がハンニバルのヒントから包囲殲滅作戦をとるために、政庁舎にありったけの火薬と油に引火させたため廃墟と化した。
廃城
ヴェルリナ東部にあるエルフ村近くの山中にある城。400 - 500年は昔に作られたと見られ、現在は遺構程度しか残っていない。本来はかなり大きな物だったようで、調査によれば周辺の丘にまで城壁があったことが判明している。豊久達の最初の拠点で、エルフの解放後はミルズの管理下で物資の一大集積地とし、火薬調合、武具調達、物資流通を一手に引き受ける一大拠点として整備させていた。ミルズが念のためとして復旧にかかっている。遺構の柱には、｢織田信秀｣｢島津家久｣と思わしき名前が残されている。
ガドルカ鉱山
廃城の真北に位置する鉱山で、ドワーフの居留地。帝国の武器のおよそ半数を製造するオルテ最大の兵器廠であり、高い城壁に囲まれ重装歩兵の部隊を抱える。厳重な警備を誇っていたがエルフを率いる豊久達に攻め込まれ、大量の火薬兵器と石の壁を組み合わせた戦術の前に陥落した。
マモン間原サルサデカダン
ヴェルリナ近郊の間原。オルテ建国以前は関所があった場所で、奇しくも日本の関ヶ原に似た地形をしている。街道の結地で、黒王軍の布陣が制限され、ヴェルリナの阻止点となるという理由から、漂流者軍と黒王軍との決戦の地として選ばれた。戦闘に備え、信長の主導で長篠のように拒馬と壕塁で野戦築陣普請を行い黒王の大軍を待ち受けた。
釣瓶射ちと爆薬で巨人から構成される先手衆を潰し、与一と豊久が数騎の竜を撃墜したが、右陣山上の難民兵の裏切りと廃棄物の投入、黒王が治療した先手衆による再攻撃が全て同時に行われたことで戦線が崩壊。そのため、豊久が率いる老ドワーフ兵たちが殿軍となり、味方を廃城まで撤退させる。
カルネアデス（カルナデス）王国
北方の王国。「カルネアデス（カルナデス）の北壁」と異名を取る堅牢な要塞があり、化物達の南下を数百年に渡って阻止し続けていた。ハンニバル、スキピオ、ワイルド・バンチ強盗団、菅野直がこの国に飛ばされた。
十月機関は黒王軍の襲撃に備え、漂流者に守備隊の指揮を任せるプランを立てていたが、現場の抵抗に遭い失敗する。兵士たちは要塞の城壁と長年の実績から化け物たちを侮っていたが、超自然的な能力を持つ廃棄物と高度に統率された黒王軍の侵攻の前にはなす術もなく陥落。以降は黒王軍の本拠地として機能しており、多種族の化物達が集まり「（厳密には国家ではなく洋上に存在する）グ＝ビンネンを除けばこの大陸で最も盛況な『都』」と評されるほどに発展。逃げ遅れた住民は家畜化され、労役のみならず食肉としても利用されている。

### 組織名
十月機関 -OCT SYSTEM-
通称「オクト」。導師による結社で、漂流者を集めて廃棄物に対抗する勢力を作ろうとしている。漂流者の保護を行なっていた関係上、彼らによって持ち込まれた双眼鏡などこの世界の技術水準を超えた「遺物」を所有している。この世界において一定の政治力を持ってはいるようだが、自分達の兵力はなく、各国に呼び掛けて兵を借り受け、漂流者達に運用させるという計画を立てていたが、兵権の保持に固執する支配者の心理を理解しないまま計画を進めていたため、現場の抵抗に遭い失敗している。
高位の者は魔法のような力を操ることが出き、劇中では言葉の通じない者同士が会話出来るようになる陰陽道の呪符に似た札や、離れた場所の相手と通話が可能な水晶球が使用されている。信長は伝令兵なしでも連絡・中継が取れ、各部隊を円滑に動かせる有用性に着目し、水晶球を軍の通信機器に利用した。
黒王軍
黒王を最高指導者として「人ならざる者を救い、人をこの世から滅する」という意志の下に結成された軍隊。「目」のレリーフをシンボルとしている。廃棄物を幹部に、兵士はゴブリンやコボルトなどの「人ならざる者」で構成されている。主な兵力はゴブリンやコボルトで編成されている陸上部隊と、ドラゴンに騎乗する竜騎士で編成されている航空龍騎兵に分けられている。
十月機関が用いる水晶玉と同様の効力を持つ札を所持し、カルネアデスの戦線では枝状の鋼針に札を幾多も括り付けて「魔導針」として使用、空中警戒騎に装備させて各部隊の通信の中継をしている。補給兵站を黒王個人が賄うことにより、策源地なしで全部焼きながら進軍することが可能。しかし、その一方で短期間の小兵以外では黒王自身の直下から離れられず、故に個軍であることを強いられるため一度大敗すれば再建できないこと、加えて絶対的な中級指揮官の不足という欠点を抱えている。
北の大地より進軍し、その圧倒的な兵力と統率された組織力でカルネアデスを陥落させた。その後、「人ならざる者たちの文明」を作るため「統一宗教」「原始農耕」「共通文字」を教え、ドグたちが潜入したときには既に「通貨経済」「労役奴隷制」「畜産」にまで発達し、カルネアデスは「都」と呼べるほどの発展ぶりを見せていた。しばらくはカルネアデスを中心に文明育成を進めていたが、大規模な軍隊を完成させて世界廃滅のために長征を開始した。北から進軍途上にある国や小さな集落をしらみ潰しに襲撃し、ちりを掃くようにオルテを目指して南伐している。
もっとも、ハンニバルやスキピオからは、農業技術の低さや初戦から勝ちすぎていて人類廃滅という目的からすれば大幅な「取りこぼし（生き残り）」いることなど、致命的な欠陥があることを看破されている。
グ＝ビンネン通商ギルド連合
東方の海上に存在する、商人によるギルド連合。現在は「貧乏人には戻りたくないだろう。ならば剣を取れ」という標語を掲げてオルテ帝国とは戦争中であり、東方海域圏内を制圧しているが、それで利益を得たと考えるより「戦争に消費している資産を商用に回していればどれだけ稼げただろう」と考える“あきんど”の集団。グリフォンを用いた奇襲空爆攻撃で輸送船を殲滅するなどしてオルテを追い込んでいるが、疲弊した国家の領地を奪ったとしても旨味はないと判断している。海戦には自信があるものの、陸戦に関しては不得手であると認めている。
山口多聞は連合内で「提督」と呼ばれており、グリフォン隊は提督から教えられた言葉として、奇襲成功時に「トゥラトゥラトゥラ」と歓声をあげている。グリフォン隊を航空機に見立て、空母としての機能を備えた船舶「鷹母」の飛鷹・隼鷹を所持している。
ほぼ完全に制海権を得ており、あとは海洋通商国家としてオルテだろうがその対戦国だろうが、取引相手として順当ならば「滅びるまでお客様」と考えている。その後、制海権獲得と戦争継続の不利益さから漂流者政権となったオルテと講和が成立し、自国土を有しない連合では製造困難な火薬を担保に対黒王との戦争の支援を約束する。
山口多門からの情報提供で海鳥の休息地であり、その糞が化石化した「天然の硝石丘」であるグアノを発見している。黒王軍の動きに対して焦りにも似た性急さで動いているが、過去に訪れた漂流者のもたらした聖書の知識から、海を隔てた立地というものが黒王に対しては無意味かもしれないと勘付いている。

### 種族
人
異世界人と現世人に違いは見られない。エルフからは「耳無し」「耳短か」と呼ばれる。
亜人（デミヒューマン）
異世界に生息する人間種以外の人型知的種族の蔑称。オルテ帝国によって「デミ」と呼ばれ弾圧されているが、解放後は言い換えがなされている。
エルフ族
山林に住む亜人の種族。長命で自尊心が高く、笹穂耳が特徴。人間の5 - 6倍の寿命を持つが、成長は遅く精神年齢は外見と変わらない。また、1年の内の一時期しか繁殖することが出来ない。男女問わず美しく長身で、人間に近い外見をしている。繁殖期に女たちが人間に継続的な性的暴行を受けていたが、異種交配した様子は描写されていない。人間からは「耳長」と呼ばれる。
オルテ帝国の勢力圏内では40年前の戦争に敗れて以降、農奴として不遇の扱いを受けており、繁殖の時期には女を全て代官に略取されるなど、露骨な断種政策を受けていた。長老衆を戦で失ったため、古い文化や伝承も廃れてしまっている。
体力は人間並みだが先天的に弓術の資質を持つ。帝国の政策により40年間触れていないにも関わらず熟練者の如く弓矢を使いこなし、与一から「弓の申し子」と呼ばれるほど。その性質から林間でのゲリラ戦を得意とし、戦時は弓兵部隊として与一の指揮下に入る。手先も器用なので、火薬の調合や、銃床と落し鉄の細工なども手がけている。
豊久達を得たエルフ族による「下見の塔館」陥落および女たちの解放を機に、各地のエルフ達が集結、国を取り戻そうと反旗を翻した。信長は豊久を旗印として王にしようと考えたが、国の奪還および再建という目的を達成した後、謀反などで裏切られる場合を危惧した豊久の考えにより、村長達による合議制の統治となった。
ドワーフ
鉱山地帯に住む亜人の種族。エルフ族とは仲が悪いが、オルテ帝国における地位はエルフと同程度。ドワーフは金属の加工技術に優れており、エルフの鍛冶には真似出来なかった火縄銃も容易く作れる。背は低いががっしりした体格で男は全員が髭の強面なので、信長からは「若者と年寄りの区別がつかない」と言われている。
50年前の戦争で徹底抗戦を貫いたため、オルテ帝国によりガドルカ鉱山に位置する城砦内の収容所でまともな食事を与えられないままエルフ以上に過酷な労働を強いられていたが、豊久達によって解放された。
冶金技術に長けており、火縄銃を見ただけで製造法を把握し、翌日には試作品を作り上げたため信長を驚かせた。さらに、ドワーフ専用の大口径火縄銃や、にかわと泥炭を混ぜた接着付きの爆弾などの新兵器を開発している。鍛冶に対するプライドは高く、作りが偏執的すぎて修理不能と判断した豊久の野太刀について、豊久から技術力を侮るような発言を受けた際にはその煽りを真に受けて発奮している。
体力に長け、闘争心旺盛で、大飯食らいの大酒飲み。収容所生活の飢餓状態から解放後に食事を与えられると短期間で体力や気力を回復した。斧を武器に剛腕から振り出される一撃に全てを賭け、その威力は鉄鎧をも粉砕し、豊久から示現流に例えられるなど薩摩人と相通じる点が多い。その言動から、サンジェルミは豊久とドワーフを「蛮族ズ」と呼んでいる。体の小ささから狭い壕内での戦いが得意。
エルフとは外見的にも性質的にも合反していたため関係は険悪だったが、豊久の「武士（もののふ）」としての意志に賛同し、解放軍に参戦した。豊久もドワーフ達の筋骨隆々な体躯と屈しない強い意志を、かつての合戦で刀を交えた猛者達と重ね、頼りにしている。戦時は豊久に率いられることが多く、エルフには向かない集団接近戦が可能になった。
犬人&猫人
大陸の北方に住む犬や猫の獣頭人身の種族。亜人の中では最も人間離れした外見で、多聞も最初は着ぐるみかと思っていた。
空から落ちてきた菅野を「空神様」と仰ぎ、途中から加わったスキピオを参謀にオルテに攻勢をかけている。菅野が指揮を取りオルテ戦で連勝したことにより犬族の信頼を勝ち取り、また猫族に対しても「猫」としての接し方により懐柔することに成功している。
人ならざる者
黒王が従えている人外の知的種族。人間や亜人たちからも「化物」として区別されている。
ゴブリン&コボルト&オーク
黒王軍の大多数を構成する「人ならざる者」。知性を持つものの、黒王が与えるまでは文字・農耕・商業を始めとする文明を持っていなかった。しかし、黒王軍の侵攻時にはドラゴンによる空挺攻撃や航空支援、魔術を用いた遠距離通信および戦闘管制、狙撃手と観測手に分れ狙撃を行うなど高度な戦術を体得している。自分達を同胞として対等に接してくれている黒王に絶対な忠誠を誓っている。カルネアデスが陥落して以降は、そこに移り住み商売や農耕にも従事している。
巨人族
カルネアデスが陥落して以降、黒王軍に参入した「人ならざる者」。城壁を越えるほどの巨体と怪力を誇る。戦力になる者と労力となる者があり、前者は重厚な青銅鎧と長大な武器を以て城壁ごと人間を打ち砕きコボルトやゴブリンを背負って戦い、後者は巨大な玉座やモニュメントを担いで進む。
ケンタウロス
カルネアデスが陥落して以降、黒王軍に参入した「人ならざる者」。生来の騎兵であり機動力に長けるほか、馬の胴体部分には人を乗せることもできる。弓と槍を得物とし、南伐では義経が指揮して機動力を生かし難民を襲撃していった。
その他
ドラゴン
竜の種族。主に「六大竜」の眷属である飛竜のことを指す。凶暴な種族だが黒王により手懐けられ、空中の機動部隊として配備されている。
一度の戦闘で1回という制限があるものの、口から吐く「竜の炎（ぶれす）」は大量の人間を1発で焼き殺す火力を誇り、飛行能力もあって堅牢な城壁が役に立たない。さらに皮は弓矢を通さないほど分厚いため、異世界の兵器開発レベルではまず撃墜できない。
黒王軍ではゴブリンを背中に乗せ、口から吐く炎で攻撃する「竜騎士（ドラグーン）」と、装備した魔導針による各部隊の通信の中継や戦況報告をする「空中警戒騎」、敵陣まで兵士を輸送する「龍挺」（ドラボーン）」による「航空龍騎兵」を編成、その機動力で地上部隊を支援している。
これらのように驚異的な存在ではあるが、多くの伝説で語られるような超常性は無く、戦闘機の機銃による攻撃で多数撃墜されているほか、刃が届きさえすれば日本刀で首を落とすことも出来る。炎は長射程だが、幅は狭く真っ直ぐにしか飛ばないため、壕を焼くには真横まで回り込む必要がある。また、あくまで獣なので陰陽術によって鎮め、制御することが可能。
グリフォン
空を飛ぶ巨大な鷹のような獣。人間に家畜化されている。複数名を背に乗せて飛べるほど大きい。グ＝ビンネン通商ギルド連合が物資の輸送や、敵への奇襲空爆攻撃の際に利用する。

## 書誌情報
- 平野耕太 『ドリフターズ』 少年画報社 〈ヤングキングコミックス〉、既刊7巻（2023年8月10日現在）
  1. 2010年7月7日発売[4]、ISBN 978-4-7859-3407-1
  2. 2011年10月13日発売[5]、ISBN 978-4-7859-3714-0
  3. 2013年3月18日発売[6]、ISBN 978-4-7859-5043-9
  4. 2014年10月27日発売[7]、ISBN 978-4-7859-5436-9
  5. 2016年6月6日発売[8]、ISBN 978-4-7859-5791-9
  6. 2018年11月30日発売[9]、ISBN 978-4-7859-6344-6
  7. 2023年8月10日発売[10]、ISBN 978-4-7859-7497-8

カバー下の表表紙には本作のキャラクターを用いた既存の漫画作品のパロディ、裏表紙には「漂流物＆廃棄物こうほ」と銘打った歴史上の人物等の紹介漫画、そして描き下ろしとして「あとがきゆかいまんが 黒王様御乱心」と題された2P漫画が掲載されている。
- 平野耕太 『ドリフターズ』コンビニコミックス版 少年画報社 〈YKベストコミックス〉、上下巻（2023年8月10日現在）
  1. 2023年8月10日発売[11]、ISBN 978-4-7859-7495-4
  2. 2023年8月10日発売[12]、ISBN 978-4-7859-7496-1

約5年ぶりの新刊となるコミックス7巻に合わせ、それまでのエピソードをまとめて読めるよう同時発売されたコンビニコミックス版。コミックス1～6巻本編の内容に加え、コミックス未収録のHELLSING外伝『THE DAWN』(全6話)が、上下巻でそれぞれ半分ずつ収録されている。

## アニメーションPV
平野原作のOAD作品『HELLSING OVA X』（2012年12月発売）の特典映像として、約2分30秒のPVが収録されている。登場人物は豊久と紫の2名だけだが、声の出演はテレビアニメと同じ。
作画監修は中森良治、演出は三浦和也、作画監督は小峰正頼、音楽は石井妥師。

## テレビアニメ
2015年3月にアニメ化を発表し、ティザーサイトが設置された。2016年10月より12月までTOKYO MXほかご当地にて放送された。放送に先駆けて、2016年6月6日に発売されたコミックス第5巻特装版には、第1話・第2話の特別編集版が収録されたDVDが付属する。
コミック6巻にはアニメEps.15が付いた特装版が発売された。
脚本は倉田英之、黒田洋介の両名が担当するが、この2人が組む作品は本作と同じ『ヤングキングアワーズ』掲載漫画を原作とする『へっぽこ実験アニメーション エクセル♥サーガ』（1999年）以来17年ぶりとなる。
インターネット配信では、AbemaTV初の独占配信アニメとしてTOKYO MXと同時配信された。
次回予告は配信媒体と関ヶ原を境にして東地域と西地域の放送局で、それぞれ次回予告が異なって作成されている。西版と東版はキャラのコントが映し出されるテレビが同じで、回を重ねるにつれて新しい機種に変わっていくところが共通している。
最終話ラストカットで「SECOND SEASON SEE YOU AGAIN TOKYO 20XX」と表示されたが、これはスタッフの意欲を表したものであるという。直後発売された『ヤングキングアワーズ』2017年2月号にて第2期が制作進行中であることが発表されている。
2017年12月23日に第13話・第14話を収録したBlu-rayが発売された。これを記念して、AbemaTVではダイジェスト3部（後日全話一挙配信）、特番を経て、13・14話の放送を敢行した。

### スタッフ
- 原作 - 平野耕太
- 監督 - 鈴木健一 (TV、OVA 1-2)
- アニメーション監督 - 江副仁美 (OVA 3)
- シリーズ構成 - 倉田英之
- キャラクターデザイン・総作画監督 - 中森良治
- 設定考証 - 白土晴一
- 筆字デザイン - 雪駄
- 美術監督 - 舘藤健一
- 色彩設計 - のぼりはるこ
- 撮影監督 - 阿部安彦 (TV, OVA 1-2)
- CGディレクター - 高江智之 (TV, OVA 1-2)
- 編集 - 廣瀬清志
- 音響監督 - 鶴岡陽太
- 音楽 - 石井妥師、松尾早人
- 音楽プロデューサー - 太田敏明
- プロデューサー - ueda yasuyuki、筆谷芳行
- アニメーションプロデューサー - 植田慎也
- アニメーション制作 - HOODS DRIFTERS STUDIO[18]
- 製作 - DRIFTERS製作委員会（NBCUniversal Entertainment、少年画報社、フッズエンタテインメント）

### 主題歌
オープニングテーマ「Gospel Of The Throttle 狂奔REMIX ver.」
作詞 - Cliff Magreta / 作曲 - Cliff Magreta、R・O・N / 編曲 - R・O・N / 歌 - Minutes Til Midnight
エンディングテーマ
「VERMILLION」（第1話 - 第11話、第13話 - 第14話）
作詞・歌 - 黒崎真音 / 作曲・編曲 - SUGIZO
「流浪の柘榴」（第12話）
作詞・作曲・編曲・歌 - 石井妥師
BALCKENDS×u-z Featuring TK「BU.SI.NE」（短編）
作詞 - 平野耕太 / 作曲 - 雪崩 / 歌 - 楠大典

### 各話リスト
| 話数             | サブタイトル                        | 脚本     | 絵コンテ            | 演出       | 作画監督                                           |
| ---------------- | ----------------------------------- | -------- | ------------------- | ---------- | -------------------------------------------------- |
| 第一幕           | FIGHT SONG                          | 倉田英之 | 鈴木健一            | 鈴木健一   | 小林利充 川口隆(騎馬)                              |
| 第二幕           | 踵 鳴る                             | 倉田英之 | 鈴木健一 藤森カズマ | 飯田薫久   | 坂本千代子                                         |
| 第三幕           | 俺軍 暁の出撃                       | 倉田英之 | 小野学              | 浅見松雄   | 森悦史、小林利充 吉岡勝                            |
| 第四幕           | アクティブハート                    | 黒田洋介 | 川村賢一            | 水本葉月   | 大塚八愛、小林利充                                 |
| 第五幕           | 愛をとりもどせ                      | 黒田洋介 | 山内重保            | 西片康人   | 小林利充、志条ユキマサ 眞壁智之、阪本望実 木下由衣 |
| 第六幕           | MEN OF DESTINY                      | 黒田洋介 | 平川哲生            | 須之内佑典 | 吉岡勝                                             |
| 第七幕           | カオスダイバー                      | 黒田洋介 | 山内重保            | 山内重保   | 小林利充、羽山淳一                                 |
| 第八幕           | 不思議 CALL ME                      | 倉田英之 | 村川健一郎          | 大河原崇   | 小林利充、中村深雪                                 |
| 第九幕           | 本気ボンバー                        | 倉田英之 | 加藤敏幸 鈴木健一   | 江副仁美   | 大塚八愛、村井夏織 耳浦朋彰、白石達也(エフェクト)  |
| 第十幕           | Baba Yetu                           | 黒田洋介 | 田中孝行            | 浅見松雄   | 吉岡勝                                             |
| 第十一幕         | ピストル大名の冒険〜火縄丸数え歌〜  | 黒田洋介 | 西田正義            | 高橋謙仁   | 大塚八愛                                           |
| 第十二幕         | みつめて☆新選組〜熱血九州男児の唄〜 | 黒田洋介 | 西田正義            | 高橋謙仁   | 小林利充                                           |
| 第十三幕 （OVA） | リライト                            | 倉田英之 | 西田正義 鈴木健一   | 大河原崇   | 小林利充                                           |
| 第十四幕 （OVA） | BRING ON A WAR                      | 倉田英之 | 西田正義 鈴木健一   | 高橋謙仁   | 大塚八愛                                           |
| 短編 （OVA）     | 黒王様御乱心                        | 黒田洋介 | 鈴木健一、近藤信宏  | 江副仁美   | 大塚八愛                                           |

### 放送局
| 放送期間                     | 放送時間                     | 放送局       | 対象地域 | 備考 |
| ---------------------------- | ---------------------------- | ------------ | -------- | ---- |
| 2016年10月7日 - 12月23日     | 金曜 23:00 - 23:30           | TOKYO MX     | 東京都   |      |
|                              | 金曜 23:30 - 24:00           | とちぎテレビ | 栃木県   |      |
| 2016年10月8日 - 12月24日     | 土曜 1:00 - 1:30（金曜深夜） | KBS京都      | 京都府   |      |
| 2016年10月8日 - 2017年1月7日 | 土曜 1:30 - 2:00（金曜深夜） | 南日本放送   | 鹿児島県 |      |
| 2016年10月11日 - 12月27日    | 火曜 1:00 - 1:30（月曜深夜） | ぎふチャン   | 岐阜県   |      |

### BD
| 巻    | 発売日         | 収録話          | 規格品番  | 規格品番  |
| 巻    | 発売日         | 収録話          | 限定版    | 通常版    |
| ----- | -------------- | --------------- | --------- | --------- |
| BOX   | 2016年12月30日 | 全12話          | GNXA-1870 |           |
| 1     | 2017年1月25日  | 第1話 - 第2話   |           | GNXA-1871 |
| 2     | 2017年2月22日  | 第3話 - 第4話   | GNXA-1872 |           |
| 3     | 2017年3月24日  | 第5話 - 第6話   | GNXA-1873 |           |
| 4     | 2017年4月21日  | 第7話 - 第8話   | GNXA-1874 |           |
| 5     | 2017年5月24日  | 第9話 - 第10話  | GNXA-1875 |           |
| 6     | 2017年6月21日  | 第11話 - 第12話 | GNXA-1876 |           |
| 13-14 | 2017年12月23日 | 第13話 - 第14話 | GNXA-1877 |           |
| 7     | 2017年12月23日 | 第13話 - 第14話 |           | GNXA-1878 |

## コラボレーション
『戦国大戦 -1600 関ヶ原 序の布石、葵打つ-』
本作の登場人物である豊久が「SS（戦国数寄）島津豊久」としてカード化されている。TVアニメ化より前のコラボであったが、声は同じく中村悠一が担当している。
『信長の野望 創造 パワーアップキット』
豊久、信長、与一、黒王、ジャンヌ、土方の6人がゲスト武将として登場している。
『関ケ原合戦祭り2013』
第1幕の関ヶ原の戦いにちなんだ祭り、関ケ原合戦祭り2013のポスターに採用され、関ケ原町の『関ヶ原笹尾山交流館』では2013年10月12日から20日の9日間、100枚の原画を展示した原画展を実施。
『第30回国民文化祭・かごしま2015』
島津氏ゆかりの地鹿児島県の、豊久の家臣たちが建てた豊久の墓がある日置市では、妙円寺詣りフェスタ2015のポスターに採用され、豊久が着用したとされる鎧の写しも展示されている日置市中央公民館では2015年11月6日から9日の4日間、70枚の原画を展示した原画展を実施。
『ドリフターズ原画展in仙巌園』
上述の2015年度・国民文化祭に加え、島津氏が関わる尚古集成館別館にて、関ヶ原の戦いで島津豊久が着用していたとされる実物の鎧も展示された『戦国島津展』のCMが、2016年10月に開始されたテレビアニメ放送中に流されたこともあり、2017年7月最終週と8月初週の土日に鹿児島県にある島津氏の別邸・仙巌園内の『茶室・秀成荘』で、原画展を実施。「島津様ありがとうございました!!」という一文と豊久のイラストが描かれた平野耕太の描き下ろし色紙も展示され、仙巌園に隣接する尚古集成館でも同イベント開始日から9月21日まで、上述の豊久が着用した実物の鎧などを展示する企画展も実施。2019年8月31日から9月20日と、島津豊久の生誕450年記念で2020年9月15日から10月4日にも、仙巌園内の御殿で実施。